# بايرن ميونخ موسم 2009–10
كان موسم 2009–10 الموسم الـ111 في تاريخ نادي بايرن ميونخ والموسم الـ45 له تواليًا في الدرجة الأولى من الدوري الألماني. بعد عدة مباريات ودية، كانت المباراة التنافسية الأولى هي مباراة كأس في الأول من أغسطس. بدأت الدوري في 8 أغسطس. 
ساهم بايرن في ضمان فوزه بالبطولة في الأول من مايو، بفوزه في اليوم قبل الأخير من الدوري الألماني. في المباراة الأخيرة، كان على منافسه شالكه 04، الذي كان وقتها في المركز الثاني، أن يتغلب على تقدمه بثلاث نقاط و17 هدفاً ليحتل المركز الثاني. تم منح بايرن الكأس رسميًا بعد المباراة النهائية للموسم في 8 مايو. بعد أسبوع واحد فازوا أيضًا بالكأس، بعد هزيمة فيردر بريمن 4–0 في النهائي. وفي المباراة الأخيرة من الموسم، خسر بايرن نهائي دوري أبطال أوروبا أمام إنتر ميلان بنتيجة 0–2.